# Adelelmo Cocastelli di Montiglio

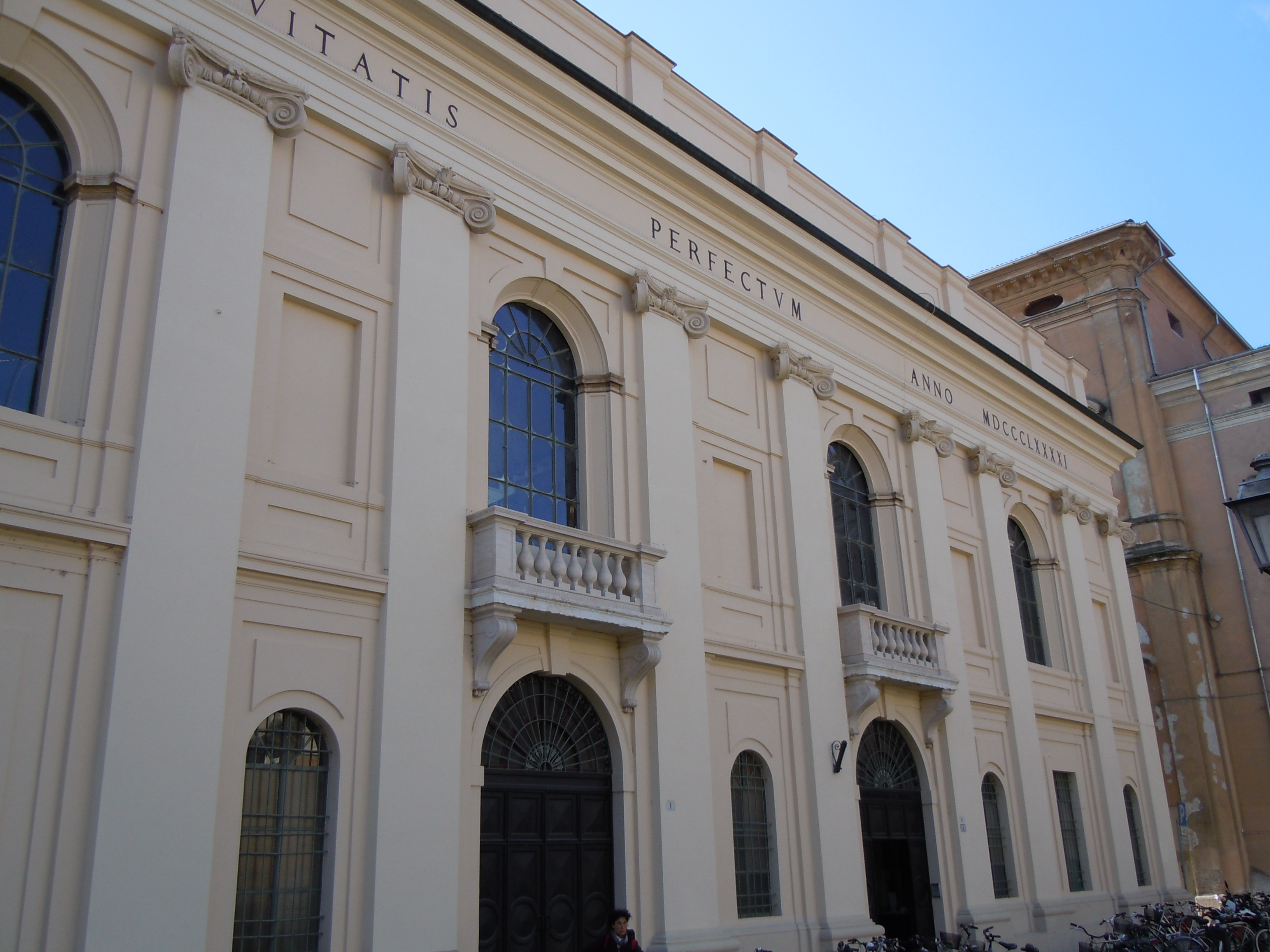
Mantova, Palazzo dell'Accademia nazionale virgiliana

Adelelmo Cocastelli di Montiglio (Milano, 29 gennaio 1814 – Roma, 9 gennaio 1881) è stato un letterato e botanico italiano.

## Biografia
Adelelmo Cocastelli, conte di Montiglio nel Monferrato, era figlio di Federico Cocastelli di Montiglio e di Teresa Castiglioni. È stato Presidente dell'Accademia nazionale virgiliana di Mantova dal 1865 al 1867.
Sposò la contessa francese Maria O' Heguerty ed ebbero sei figli.

## Opere
- Coltivazione dell'ailanto e baco da seta, 1862.[4]